# Mount Olivet (Kentucky)
Pour les articles homonymes, voir Olivet.
La ville de Mount Olivet est le siège du comté de Robertson, dans l'État du Kentucky, aux États-Unis. Elle comptait 299 habitants lors du recensement de 2010.

## Source
- (en) Cet article est partiellement ou en totalité issu de l’article de Wikipédia en anglais intitulé « Mount Olivet, Kentucky » (voir la liste des auteurs).